# SOKO J-22 Orao
J-22 Orao (srbohrvaško Orel) je reaktivno vojaško jurišno letalo, plod jugoslovansko - romunskega sodelovanja.

## Zgodovina
Letalo je nastalo zaradi potreb po zamenjavi zastarelih jurišnikov Republic F-84 Thunderjet in SOKO J-1 Jastreb, ki jih je do takrat uporabljala JLA. Jugoslavija in Romunija sta tako 20. maja 1971 podpisali pogodbo o sodelovanju pri izdelavi novega jurišnega letala, ki bi nastalo na osnovi britansko-francoskega jurišnika SEPECAT Jaguar.
Prvi prototip je poletel s steze letališča Batajnica v bližini Beograda 31. oktobra 1974, prvič pa so ga mednarodni skupnosti prikazali leta 1978 na letalskem mitingu v Parizu.
Serijska proizvodnja je stekla istega leta v obratih podjetja SOKO iz Mostarja, ki je letalo kasneje opremilo tudi s kasetnimi bombami BL-755 britanske proizvodnje, vodljiimi raketami zrak-zemlja AGM-65 Maverick in francoskimi bombami za uničevanje letaliških stez Matra Durandal.
Prve bojne naloge je letalo opravilo v vojni na tleh nekdanje Jugoslavije, ko so z njim leteli pripadniki JLA v operacijah nad Slovenijo, Hrvaško in Bosno in Hercegovino, leta 1999 pa naj bi sodelovali tudi pri napadih na Kosovo.
Skupaj so izdelali okoli 200 primerkov tega jurišnika, število še delujočih letal pa ni znano.

## Uporabniki
- Bosna in Hercegovina (Republika Srpska) - 7
- Srbija - 33

## Izvedbe
- Orao 1 - prvo serijsko letalo (brez komore za dodatno zgorevanje). Vloga taktičnega izvidniškega letala, kasneje preimenovan v IJ-22 (Izviđač Jurišni - izvidniški jurišnik)
  - NJ-22 - dvosedno šolsko vojaško letalo, izpeljano iz Orla 1. (Nastavni Jurišni - šolski jurišnik)
- Orao 2, tudi J-22(M) - nadaljevanje produkcijskega jurišnika z dodanimi komorami za dodatno zgorevanje, povečanimi rezervoarji, Head-up displayem in katapultnim sedežem.
  - Orao 2D, tudi NJ-22(M) - dvosedežno šolsko letalo, izvedenka Orla 2.